# Endophyllum osteospermi
Endophyllum osteospermi är en svampart som först beskrevs av Doidge, och fick sitt nu gällande namn av A.R. Wood 1998. Endophyllum osteospermi ingår i släktet Endophyllum och familjen Pucciniaceae.   Inga underarter finns listade i Catalogue of Life.